# Saltgrass Steak House
A Saltgrass Steak House é uma cadeia de restaurantes americana fundada em 1991. A empresa está sediada em Houston, Texas, e é totalmente detida pela Landry's, Inc..

## História
O primeiro Saltgrass Steak House foi inaugurado em março de 1991, ao longo da Katy Freeway (I-10), em Houston. Situa-se ao longo do trilho histórico onde os pastores de gado conduziam o seu gado para sul, para pastar nas ervas salgadas da Costa do Golfo do Texas. Todos os anos, quando as equipes de cavaleiros percorrem o trilho antes da abertura do Houston Livestock Show and Rodeo, passam pelo restaurante original.

### Aquisição pela Landry's, Inc.
Em setembro de 2002, Tilman Fertitta, presidente, CEO e único proprietário da Landry's, Inc., anunciou que a sua empresa tinha adquirido a Saltgrass Steak House, então uma cadeia de 24 unidades, por US$ 75 milhões. Fertitta transferiu as operações do restaurante para a sede da Landry's, em Uptown Houston.